# ایخ‌اول (خوفسگول)
شهرستان ایخ‌اُول ((به زبان مغولی: Их-Уул сум، [Ix-Uul sum]؛ ᠶᠡᠬᠡ ᠠᠭᠤᠯᠠ ᠰᠤᠮᠤ، [yeke aɣula sumu]) یک شهرستان (سُوم) در مغولستان است که در استان خوفسگول واقع شده‌است.

## تقسیمات اداری
شهرستان ایخ‌اُول متشکل از ۵ قصبه (باغ) می‌باشد، شامل:
- آسغات (مغولی: Асгат баг، [Asgat bag]؛ ᠠᠰᠭᠠᠲᠤ ᠪᠠᠭ، [asɣatu baɣ])
- ایخ‌اُول (مغولی: Их-Уул баг، [Ix-Uul bag]؛ ᠶᠡᠬᠡ ᠠᠭᠤᠯᠠ ᠪᠠᠭ، [yeke aɣula baɣ])
- سِلِنگه (مغولی: Сэлэнгэ баг، [Selenge bag]؛ ᠰᠡᠯᠡᠩᠭᠡ ᠪᠠᠭ، [seleŋge baɣ])
- شیبه (مغولی: Шивээ баг، [Šivee bag]؛ ᠰᠢᠪᠡᠭᠡ ᠪᠠᠭ، [šibege baɣ])
- ماندال (مغولی: Мандал баг، [Mandal bag]؛ ᠮᠠᠨᠳᠠᠯ ᠪᠠᠭ، [mandal baɣ])